# Quebec Magnetic
Albums de Metallica
Beyond Magnetic
(2011) Through the Never
(2013)
Quebec Magnetic est un DVD de Metallica, contenant deux concerts que le groupe a donné au Colisée Pepsi à Québec, au Canada, le 31 octobre 2009 et le 1er novembre 2009, pour la promotion de leur World Magnetic Tour. Il a été mis sur le marché le 11 décembre 2012, et a été le premier à l'être sur le label indépendant de Metallica, Blackened Recordings.
L'album a été annoncé le 20 septembre 2012 par un vote sur Internet des fans pour déterminer lequel des deux concerts allait être montré dans son intégralité, les chansons restantes seraient alors disponibles comme bonus sur le deuxième disque du DVD. Le 22 octobre, la track-list du DVD, la date de sortie et la pochette de l'album sont dévoilés. Un teaser de 33 secondes est mis en ligne le 19 novembre.
Le DVD s'est vendu à environ 14 000 exemplaires la semaine suivant sa sortie, atteignant la seconde place au "Billboard Top Music Videos chart".
| 1.  | That Was Just Your Life   | James Hetfield, Lars Ulrich, Kirk Hammett, Robert Trujillo  |  |
| 2.  | The End of the Line       | Hetfield, Ulrich, Hammett, Trujillo                         |  |
| 3.  | The Four Horsemen         | Hetfield, Ulrich, Dave Mustaine                             |  |
| 4.  | The Shortest Straw        | Hetfield, Ulrich                                            |  |
| 5.  | One                       | Hetfield, Ulrich                                            |  |
| 6.  | Broken, Beat & Scarred    | Hetfield, Ulrich, Hammett, Trujillo                         |  |
| 7.  | My Apocalypse             | Hetfield, Ulrich, Hammett, Trujillo                         |  |
| 8.  | Sad but True              | Hetfield, Ulrich                                            |  |
| 9.  | Welcome Home (Sanitarium) | Hetfield, Ulrich, Hammett                                   |  |
| 10. | The Judas Kiss            | Hetfield, Ulrich, Hammett, Trujillo                         |  |
| 11. | The Day That Never Comes  | Hetfield, Ulrich, Hammett, Trujillo                         |  |
| 12. | Master of Puppets         | Hetfield, Ulrich, Cliff Burton, Hammett                     |  |
| 13. | Battery                   | Hetfield, Ulrich                                            |  |
| 14. | Nothing Else Matters      | Hetfield, Ulrich                                            |  |
| 15. | Enter Sandman             | Hetfield, Ulrich, Hammett                                   |  |
| 16. | Killing Time              | Vivian Campbell, Trevor Fleming, Raymond Haller, Davy Bates |  |
| 17. | Whiplash                  | Hetfield, Ulrich                                            |  |
| 18. | Seek and Destroy          | Hetfield, Ulrich                                            |  |

| 19. | For Whom the Bell Tolls | Hetfield, Ulrich, Burton                 |  |
| 20. | Holier Than Thou        | Hetfield, Ulrich                         |  |
| 21. | Cyanide                 | Hetfield, Ulrich, Hammett, Trujillo      |  |
| 22. | Turn the Page           | Bob Seger                                |  |
| 23. | All Nightmare Long      | Hetfield, Ulrich, Hammett, Trujillo      |  |
| 24. | Damage, Inc.            | Hetfield, Ulrich, Burton, Hammett        |  |
| 25. | Breadfan                | Burke Shelley, Tony Bourge, Ray Phillips |  |
| 26. | Phantom Lord            | Hetfield, Ulrich, Mustaine               |  |